# Vildan Cirpan
Vildan Cirpan (* 1991 in Isny, Allgäu, Deutschland) ist eine deutsche Schauspielerin mit türkischen Wurzeln. Bekannt wurde sie durch die Rolle der Nazan Akıncı in der Fernsehserie Gute Zeiten, schlechte Zeiten.

## Leben
Vildan Cirpan besuchte die Schauspielschule CreArte in Stuttgart und machte eine Sprecherausbildung an der Christian Rode Sprecherschule. Ab 2017 trat sie in verschiedenen Werbefilmen auf. Dazu kam eine kleine Rolle im Fernsehfilm Herr und Frau Bulle: Abfall. Von März 2020 bis Anfang April 2022 war sie in der Fernsehserie Gute Zeiten, schlechte Zeiten in der Rolle der religiösen Muslimin und Ärztin Nazan Akıncı zu sehen.
Als Sprecherin war Vildan Cirpan für die Netflix-Serien Sex Education und Plan Coeur – Der Liebesplan tätig.

## Filmografie
- 2018: Grey Snow (Regie: Kevin Otiem, Feature Film)
- 2018–2019: EIKON Meida / Herr und Frau Bulle (Regie: Fabian Mörke, ZDF)
- 2020: BOB (Regie: Johannes Schmidt, Kurzfilm)
- 2020–2022: GZSZ (RTL, Folgen 6978–7486)
- 2022: Timewarp (Regie: Johannes Schmidt, Kurzfilm)